# Sopronkövesd
Sopronkövesd (németül: Gissing, horvátul: Kevešd) község Győr-Moson-Sopron vármegyében, a Soproni járásban.

## Fekvése
Soprontól 20 kilométerre délkeletre, a Kisalföld nyugati határszélén fekszik. Felszíni vizeit a Füles-patak gyűjti össze; nyugati határában ered a Kardos-ér.
A szomszédos települések: észak felől Pereszteg, északkelet felől Nagylózs, kelet felől Röjtökmuzsaj, dél felől Lövő és Völcsej, nyugat felől pedig a már Ausztriához tartozó Füles (Nikitsch). Közigazgatási területe a fentieken túlmenően, kelet felől érintkezik még Ebergőc, délkelet felől Pusztacsalád és Újkér, délnyugat felől pedig Sopronhorpács határszéleivel is.

### Megközelítése
Legfontosabb közúti megközelítési útvonala a 84-es főút, amely keresztülhalad a központján; északkeleti szomszédjával, Nagylózzsal a 8628-as út köti össze. Határszélét délkeleten érinti még a 8627-es út is.
Áthaladnak a községen zsirai, szombathelyi, keszthelyi és dunaújvárosi autóbuszjáratok is.
A hazai vasútvonalak közül a Sopron–Szombathely-vasútvonal érinti, melynek egy megállási pontja van itt; Sopronkövesd megállóhely a belterület északkeleti szélén helyezkedik el, a 8628-as út vasúti keresztezése mellett.

## Története
A község első ismert írásos említése (terra Kwesd) Károly Róbert 1326-ban keltezett, Pereszteggel kapcsolatos okleveléből származik. Egy oklevél tanúsága szerint 1382-től a Kanizsai-család birtokolta a falut: Kevesd birtokot (possessio) I. (Nagy) Lajos király özvegyétől kaptak a királyhoz való hűségükért, és Erzsébet anyakirályné támogatásáért. A
falu többszöri elzálogosítás közepette ugyan, de az 1530-as évekig a Kanizsaiaké volt. László (Vas vármegye főispánja, országbíró) halálával a Kanizsai-család férfiágon kihalt. Leányát, Orsolyát Nádasdy Tamás jegyezte el, és a birtokok örökléséhez való jog elnyerése érdekében Szapolyai Jánosnál fiúsítását is kijárta. 1534 végén feleségül vette Orsolyát, s ezzel a hatalmas vagyon birtokosává vált. Kövesd 1536-ban jutott a Nádasdyak kezére, és 1671-ig, Nádasdy Ferenc fő-és jószágvesztéséig bírták. A település először a Draskovichok, majd 1678-tól zálog-, 1711-től örökjogon is a sárvár felsővidéki gróf Széchényi-család  tulajdona lett. Évszázadokon keresztül, 1945-ig ők voltak a birtokosok. A főúri családok (Nádasdy, Draskovich, Széchényi) mellett kisebb birtokosok is voltak: a XVI. században a völcsei Párnás, a telekesi Török, a XVII. században a Szepsi és a Darázs családok, a XVIII. század elején pedig a Tolnayak, a Viczayak és a plébános. A gazdaság egy részét 1863-ban Otócska Ignác vette
bérbe, és jó szakértelmével fejlesztette. A megkezdett munkát két fia folytatta; 1876-tól Béla, 1896-tól Géza korszerűsítette a körülbelül 2000 holdas birtokot. Közeli rokonságban álltak a pellérdi Brázay-családdal. Otócska Jenő főhadnagy és ifj. Brázay Kálmán hadnagy az I. világháborúban haltak hősi halált, nevük a sopronkövesdi emlékművön szerepel. (Idősebb Brázay Kálmán kereskedő sósborszesz-specialitásával alapozta meg hírnevét.)
A falu történetét alakító eseményekről főként a XVI. századtól tudósítanak a források. A lakosság megsínylette az 1529-ben a Bécs ellen vonuló, 1532-ben pedig Kőszeget ostromló török csapatok pusztításait. Nádasdy Tamás a lakosság pótlására az 1530-as években szlavóniai birtokairól telepített át horvát jobbágyokat. A telepítés emlékét őrzik Sopronkövesd névanyagában a horvát eredetű nevek: Gráczol, Csigó, Maráz, Kifovits, Csitkovits, Musatics, Horváth stb. A tizenöt éves háború időszakában (1591–1606) a Habsburg zsoldban álló német és vallon katonaság, később Bocskai hadai, majd 1683-ban újból a Bécs ostromára vonuló török seregek dúlták a Sopron környéki falvakat, de nem kerülte el a térséget a Rákóczi-szabadságharc sem. Feljegyezték, hogy 1707 januárjában a császáriak "Német-Kövesd nevű derék helységet zsákmányra vetvén és fölégetvén, a lakosokat a vad martalóczok embertelenűl verték, kínozták..." A szájhagyomány úgy tartja, a kövesdiek Rákóczi kurucai mellé álltak.
A háborúk és a pestis elmúltával közel egy évszázados békés időszak köszöntött Kövesdre. A XVIII. század eleji erdőirtás viszonylag jóléthez juttatta a parasztságot, így az érintett falvak (Kövesd, Lövő, Nagycenk) meg is nagyobbodtak. 1728-ban a jobbágyság telki állománya csak 433 kishold volt, mely a megélhetést nehezen biztosította, ezért ebben az időben megindult a erdőirtás. Közel ezer kisholdat irtottak ki, a már Cenken lakó Széchényi Antal 1745 körül visszaváltotta a földeket és majorüzemet létesített. Ezért a kövesdiek újabb 1500 kisholdat irtottak ki, melyeket bér fejében már használhattak. A kövesdi irtásföldek területe 1728-ban 286, 1752-ben 561 kisholdat tett ki, s 1766 körül 1000 kisholdra emelkedett. Antal grófnak 1767-ben 52 telkes jobbágya, 46 házas és 19 házatlan zsellérje volt, a telkes jobbágyok úrbéres földje (tulajdonképpen az összes úrbéres földterület) 871 magyar holdat tett
ki. A földesúr, gróf Széchényi Ferenc visszavette jobbágyaitól az irtásföldeket, de már 1797-ben – elsőnek hajtva végre a legelőelkülönözést – jó minőségű legelőket engedett át nekik Kövesden is. A parasztok aztán a legelőket több helyen feltörték, és szintén művelés alá vonták. Vályi András Magyar Országnak leírása című munkája képet alkot a település ekkori állapotáról, s némiképp a birtokviszonyokra is rávilágít: Kövesd (Gissing) elegyes német falu, „földes Ura G. Szécsényi Uraság, lakosai katolikusok, fekszik Czenktől délre 1 órányira, Sopronhoz 2 4/8 mértföldnyire, határja jó, szőleje kedves asztali bort terem, erdeje fogyó félben van, és juhokkal bővelkednek.” A gróf a tilalmas erdőkből (Cerina és Göbőcse) kiegészítette az úrbéri területet 433 holdról 844 kisholdra. A 36 6/8 jobbágytelek és 80 zsellér után telkenként 8, összesen 411 holdat adott. Az elkülönözést – az urasági és jobbágytelkek elkülönítését – csak a jobbágyság 1833. évi pere után 1837-ben hajtották végre az 1837. július 24-én hozott kedvező ítélet alapján. Ekkor a jobbágytelkeket a faluhoz közelebb, egy tagban, a település keleti részén adták ki, és az uraságiak kerültek távolabb.
Az 1848/49-es szabadságharcban hét helyi honvéd harcolt Kossuth zászlaja alatt: Gratzol János, Gratzol József, Lang János, Nagy János, Ölbei Ferencz, Pete Német István és Radits János. 1848. április 29-én Sopron vármegye elrendelte az önkéntes nemzeti őrsereg felállítását a nemes, valamint a legalább 1/4 telekkel bíró jobbágy férfiak közül, de a honvédség részére a
vármegye verbunkosok kiküldésével önkénteseket toborzott. A nemzetőrségnek kövesdi tagjai is voltak.
A "boldog békeidőkben" korszerűsítették a község 1856-ban épült iskoláját, és a népoktatási törvény előírásainak megfelelően 1871-ben újabb tanteremmel bővítették. A század végére azonban már nem felelt meg rendeltetésének. s 1904-ben három tanteremből és két tanítói szobából álló új iskolát építettek, amelyet később többször bővítettek.
A század elején szegényebb rétegek közül országszerte tömegek indultak útnak, hogy hazájuktól távol, Amerikában keressenek jobb megélhetést. Sopronkövesdet az 1904 és 1907 között 14-en hagyták el, ebből 1911-ben 4 fő visszajött. Bár az I. világháború hadi eseményei nem érintették a községet, emberélettel adózott a haza érdekében. 55 hősi halottjának neve 1939-ben került méltó megörökítésre, a világháborús emlékmű felállításakor.
A Tanácsköztársaság idején, 1919. június 2-án vasutassztrájk kezdődött a Dunántúlon, s ennek hírére ellenforradalmi felkelések robbantak ki. Június 7. pünkösd szombatján Szamuely Tibor fegyvereseivel a községbe jött, és forradalmi ítélőszéke alapján egy Sopronkövesden szolgálatot teljesítő ágfalvi vasutast és fiát (id. és ifj. Schmidt Mátyást) felakaszttatott. Az állítólagos vád az volt, hogy az apa nem jelentette be, amikor az állomás közelében az ellenforradalmárok felszedték a vasúti síneket. A proletárdiktatúra bukása után Sopronkövesdre is szebb idők köszöntöttek. A ’30-as években gróf Széchenyi Dénes uradalmát – aki egyébként stockholmi követ volt – a Nagycenki-Petőházi Cukorgyár bérelte. A gazdaság ellenőre Ferenczi Viktor (1933-tól), főerdész-erdőmérnöke pedig Vasváry Hugó volt. 1940-ben gróf Széchenyi János és testvére, Alexandra voltak a birtokosok. A községet ebben az időben jegyzőség igazgatta a választott bíró, valamint községi elöljáró közreműködésével. 1934 körül épült fel Kovács István vegyeskereskedő villája (ma orvosi rendelő). Az áramszolgáltatás 1937 szeptemberében vette kezdetét, a hálózat teljes kiépítésére azonban még évtizedekig kellett várni.
Szemben az I. világháborúval, az újabb háború hadi eseményei már nem kerülték el Sopronkövesdet. 1945. március 30-án, nagypéntek napján érte el a front a községet. Kisebb harcok voltak: a visszavonuló németek felrobbantották a Füles patakon átívelő Öreg-hidat, és egy orosz páncélost kilőttek a patak közelében. Az áldozatokat illetően hat-hét szovjet katona
holtteste maradt a csatatéren, az elesett németek száma 22 körüli. A lakosságból legkevesebb hat fő vesztette életét. A hősi emlékművön 21 hősi halott sopronkövesdi honvéd neve olvasható. Az országhatár közelében Szemben az I. világháborúval, az újabb háború hadi eseményei már nem kerülték el Sopronkövesdet. 1945. március 30-án, nagypéntek napján érte el a front a községet. Kisebb harcok voltak: a visszavonuló németek felrobbantották a Füles patakon átívelő Öreg-hidat, és egy orosz páncélost kilőttek a patak közelében. Az áldozatokat illetően hat-hét szovjet katona holtteste maradt a csatatéren, az elesett németek száma 22 körüli. A lakosságból legkevesebb hat fő vesztette életét. A hősi emlékművön 21 hősi halott sopronkövesdi honvéd neve olvasható. Az országhatár közelében 13 magyar nemzetiségű honvéd is életét vesztette.
Az 1945-ben megsemmisült községi könyvtár 1952-ben indult újra 300 kötettel, 1977-ben már 2777 kötet, 1988-ban már 7602 kötet a könyvállomány. 1963-tól 450 m járdát, és a Füles patakra új hidat építettek. 1967-ben adták át a ravatalozót. 1965 óta működik napközi otthonos óvoda, 1988 óta 3 csoporttal. A község a kastély lebontott anyagából 1974-ben új, emeletes községházát építtetett, ez magában foglal minden közületi helyiséget, ifjúsági klubot, postát, kultúrtermet, takarékszövetkezetet. Építtettek nevelői lakást, két általános iskolai tantermet, politechnikai műhelyt és napközis étkezőt. Itt tanulnak a szomszédos Nagylózs község felső tagozatos tanulói is. A vezetékes vízszolgáltatás 1983-ban indult. Az öregek napközi otthona 1988-ban létesült.
A falu életében mindig jelentős volt a mezőgazdaság, hiszen már a régi írásos emlékek is jelentős erdőkről és jó minőségű szántókról regélnek. Ma már csak a lakosság kis része él földművelésből vagy állattenyésztésből. A község lakói ipari tevékenységet is folytatnak az Erdőgazdaság fűrésztelepén, de az egyéni vállalkozók száma növekszik. Egyre többen kapcsolódnak be a falusi turizmus különböző üzletágaiba a nyugati határt a Balatonnal összekötő 84-es számú útvonal turistaforgalmára építve. A legjelentősebb gazdasági vállalkozás a gépjárművekhez biztonsági öveket előállító Autoliv Kft., amely mellett kisebb-nagyobb vállalkozások is működnek. Ilyen a szellőzőrendszereket gyártó Troges Air-Technic Kft., valamint a Lendvay Autószerviz Kft., ahol korszerű üzemcsarnok áll rendelkezésre. A bőséges munkalehetőség következtében jómódú családok lakják a falut, így a hagyományos falusi utcakép is megváltozott, modern családi házak épültek. Örvendetes tény, hogy növekszik a városokból visszaköltözők száma.
A rendszerváltás után nagy lendületet kaptak az idegenforgalom fellendítését célzó vállalkozások. Ekkor indult meg az infrastruktúra korszerűsítése, a határsáv megszűntével a külföldi vendégforgalom kiaknázása. Napjainkban működik itt sportkör (Sopronkövesd LC), vöröskereszt szervezet, illetve Kövirózsa Kulturális Egyesület néven néptáncegyüttes is. Az egyesület tevékenyen részt vállal a hagyományok őrzésében és átörökítésében, a néptáncosok mellett népdalkör és citerazenekar is alakult a társulat keretein belül. A község vezetősége a legelső alkalmat kihasználva, már az erre vonatkozó 1990. évi törvényi szabályozás évében testvérkapcsolatot hozott létre a burgenlandi Nikitsch (Füles) községgel. 2002-ben halastavat létesítettek, s a rövidtávú tervekben szerepel ennek szabadidő parkká történő fejlesztése. 2005-ben csaknem teljes körű templomfelújítás történt, ennek köszönhetően megszépült a község 1806-ban épített kora klasszicista temploma. Ugyancsak 2005-ben a falu megtartó képességének növelése érdekében új, 800-1000 m2 nagyságú közművesített házhelyek kialakítására került sor. A kezdeményezés sikere lemérhető abban is, hogy mára az utca mentén újonnan épített lakóházak sorakoznak, s folyamatosan jelennek meg az új épületek. A két utcát alkotó Széchenyi István körút a közelmúltban 800 méter aszfaltburkolatot kapott. 2006 augusztusában – mintegy a testvérkapcsolat szorosabbra fűzéseként – összekötő út épült Sopronkövesd és Nikitsch között. 2008. május 30-án átadták az ország egyik legnagyobb szélerőműparkját, az erőművekből négy-négy tartozik Sopronkövesd, illetve Nagylózs területéhez. A vidék felfedezéséhez kerékpárút áll rendelkezésre, mely szervesen kapcsolódik a régió kerékpárút hálózatához.

## Idegen elnevezései
A község német neve Gissing (Giessing, Kiesing), horvát elnevezése Kevežda (Kevisda) volt. A német Giessing a magyar névalak fordítása, ugyanis a Kies, Kiesig, és a Kiesing kifejezés is köves talajt jelent. Horvátul négy neve van a településnek. Az egyik Kevešd. A kópházi horvátok Kavieždának, a fertőhomoki horvátok Kevieždának, a peresznyeiek Kivieždának hívták.

## Közélete

### Polgármesterei
- 1990–1994: Egyházi István (független)[7]
- 1994–1998: Egyházi István (független)[8]
- 1998–2002: Egyházi István (független)[9]
- 2002–2006: Egyházi István (független)[10]
- 2006–2010: Egyházi István (független)[11]
- 2010–2014: Fülöp Zoltán (független)[12]
- 2014–2019: Fülöp Zoltán (független)[13]
- 2019–2024: Fülöp Zoltán (független)[14]
- 2024– : Fülöp Zoltán (független)[1]

## Népesség
A település népességének változása:
| Lakosok száma | 1214 | 1237 | 1249 | 1388 | 1413 | 1388 | 1449 |
|               | 2013 | 2014 | 2015 | 2021 | 2022 | 2023 | 2024 |

A 2011-es népszámlálás során a lakosok 90,6%-a magyarnak, 1,1% horvátnak, 2,3% németnek, 0,4% románnak mondta magát (8,9% nem nyilatkozott; a kettős identitások miatt a végösszeg nagyobb lehet 100%-nál). A vallási megoszlás a következő volt: római katolikus 74,6%, református 3%, evangélikus 2,4%, felekezeten kívüli 4,3% (14,3% nem nyilatkozott).
2022-ben a lakosság 93,7%-a vallotta magát magyarnak, 2,1% németnek, 0,8% horvátnak, 0,1-0,1% bolgárnak, ruszinnak, cigánynak és románnak, 1,6% egyéb, nem hazai nemzetiségűnek (5,7% nem nyilatkozott; a kettős identitások miatt a végösszeg nagyobb lehet 100%-nál). Vallásuk szerint 49,5% volt római katolikus, 3,3% református, 2,1% evangélikus, 0,6% görög katolikus, 0,9% egyéb keresztény, 0,5% egyéb katolikus, 5,7% felekezeten kívüli (37,4% nem válaszolt).

## Híres személyek
- Itt született 1886-ban Polány István pedagógus, publicista.

## Látnivalók

### Római katolikus plébániatemplom, műemlék
A Széchényi család birtokához egykor tartozott Sopronkövesd község jelenlegi templomát 1806
és 1810 között építtette gróf Széchényi Ferenc, a régi, késő középkori templom helyén. Kora
klasszicista stílusú, 264 m² alapterületű, egyhajós templom; szentélyét, a hajót, a toronyalját és az orgonakarzatot egyaránt csehsüveg-boltozat fedi. Titulusa Kisboldogasszony, búcsúnapját szeptember 8-án ünnepeljük.
A templom főoltára neoromán stílusú, 1928/29-ben készült Mechle Béla soproni kőfaragó műhelyében ifj. Storno Ferenc terve alapján. (Kőkeresztjének felhasználásával, melyet az
1972-es felújításkor távolítottak el, 1973-ban emlékmű készült a temetőben.) A korinthoszi oszlopokkal szegélyezett főoltárépítmény az 1810-es évekből származik, mellette kétoldalt Szent László és Szent István király barokk szobra áll. A Hess János Mihály egri festőnek tulajdonított oltárkép az 1820 előtti években készült. A háttér elmosódott ködében Szent Anna pihen az ágyban, elől Joachim és a szent rokonság a kisded Máriával. A kép felső részében az Atyaisten lebegő alakja és egy mesterien megfestett röpködő angyal uralja a teret. Az 1994-ben
készült szembemiséző oltárt és felolvasóállványt Anderkó István fafaragóművész domborművei díszítik. Ő faragta a keresztút képeit is.
Az északi oldalon található mellékoltár barokk hatású Kálvária-jelenete Jézust ábrázolja
a keresztfán, körülötte Szűz Mária, Mária Magdolna és Szent János apostol látható. A szószék 1817-ben készült. Kör alakú mellvédjén a dombormű Krisztust és a szamaritánus asszonyt ábrázolja. A klasszicizmus stílusjegyeit a virágmotívumos vázák, meanderes szalagok tükrözik. Hangvetőjén a Tízparancsolat táblája látható szerteágazó sugarakkal. A csigás fejű padok a XIX. század elejéről valók. A templom színes üvegablakai (Szent Család, Szent Erzsébet, Szent Imre herceg) Palka József budapesti műhelyében készültek 1928-ban.
A kórus alatt lévő Szeplőtelen fogantatás oltára az 1990-es évek elején nyerte el mai
alakját: Szűz Mária a barlang közepén áll, előtte a térdelő Bernadett. Mária szobrát a Rózsafüzér Társulat tagjai állíttatták 1893 körül. Az egymanuálos, 10 regiszteres orgonát Müller Antal építette 1887-ben. A hangszer érdekessége, hogy a mester – mint 1888-as farádi orgonájában is – függőleges elhelyezésű csúszkákat épített. Magyarországon nagyon kevés orgona készült hasonló megoldással.
Az 1972-es felújításkor készültek a templom freskói / seccói, melyeket Samodai József készített. A hajó boltozatán az Árpád-házi magyar szentek láthatók a Nagyboldogasszony körül, a csegelyekben a négy evangélista, térkitöltő alakként három pár angyal ábrázolásával, akik a Szent Koronát, az Árpádok címerét és zászlaját tartják. A szentély boltjára Krisztus feltámadását ábrázoló secco került. A hajó északi falán Alacoque Szent Margit Jézus szíve-látomása és Szent Pál alakja látható. A diadalíven a Széchényi-címer és a család jelmondata (Si Deus pro nobis quis contra nos? – Ha Isten velünk, ki lehet ellenünk) az 1972. és 1992. évi felújítások során nyerte el mai formáját.
A barokk párkányokkal szintekre tagolt torony az oromzatos homlokzat előtt áll. Tetejét négyoldalú, íves kősisak fedi. A templomtoronyban három harang „lakik”. A Seltenhofer
Frigyes soproni harangöntő által öntött legkisebb 1850-ből származik, a nagyharang 1923-ból való. A harmadik harang a sopronkövesdi Tóth István alapítványából és a hívek adományából Gombos Lajos őrbottyáni műhelyében készült 1979-ben.
A legutóbbi, 2005-ös felújítás során a mintegy 30 millió forintos Sapard-támogatásnak
köszönhetően kívül-belül megújult az épület: kicserélték csaknem a teljes tetőszerkezetet és a nyílászárókat, lefestették a falakat és a padokat, megállították a műemlék templom dőlését, a torony pedig díszkivilágítást kapott.

### Szent László kápolna
A helyiek által Agghegynek nevezett szőlőhegyen álló kápolnát a Kövesden kisebb birtokokkal rendelkező Dongó-család építtette a XVIII. század első felében. Az egyszerű, dongaboltozatú épületet az évszázadok folyamán többször átalakították, és a homlokzatra gótizáló kis tornyot emeltek. 2009-ben a környék rendezésére és parkerdő kialakítására került sor. Fennállása folyamán több titulussal említik az épületet. 1748-ban és 1780-ban Szent Donát, 1754-ben Boldogságos Szűz Mária, 1832-ben Szent Anna tiszteletére szenteltnek írják. Az 1995. évi restaurálás után, a szeptember utolsó vasárnapján történt megáldáskor  kapta a Szent László titulust. (Ekkor volt a szent király halálának 900. évfordulója.)  

### Köztéri szobrok, szakrális kisemlékek
- Műemlék az 1737-ből származó barokk Páduai Szent Antal szobor és az 1712-es barokk Assisi Szent Ferenc szobor (az oszlopon eredetileg Immaculata-szobor állt, a  templomtorony falában található).
- Az Agghegy felé vezető útnál álló Szentháromság-szobor id. Mihócza János alapítványából készült 1864-ben.
- A Kossuth Lajos utca 11. számú ház előtt faragott kőcsipkés talapzaton a kígyót eltipró Szűz Mária szobra áll. Kiffovits János állíttatta Felirata: „Hálából 1885”.
- A Magyarok Nagyasszonya-szobrot (egy jellegzetes sopronkövesdi ház előtt áll) fogadalomból állíttatták, a háborúból való hazatérésért. A talapzat felirata: „Isten dicsőségére, Nagyasszonyunk tiszteletére az 1914–1918. évi világháborúból való szerencsés hazatérésünk emlékére hálából emeltették Borza János és neje Tóth Veronika. 1923.”
- Az I. világháborúban hősi halált halt Hulcz János emlékműve a falu Nagycenk felőli bejáratánál, majdnem a fülesi elágazással szemben. Készült 1934-ben.
- A község főterén áll a két világháború áldozatainak emlékműve. Az országhatár közelében 1992-ben a község emlékművet állíttatott az 1945. március 30-án hősi halált halt 13 ismeretlen magyar honvédnek.

### Az Agghegy és a környező parkerdő
A helyiek által Agg-hegynek nevezett szőlőhegyről és az itt termő borokról már a XVII. század elejéről tudósítanak a levéltári források. Kápolnája kedvelt úticélja a nyugalomra vágyóknak, különösen a környezet 2009-ben történt parkosítását követően. Az évszázados vörösfenyők, a matuzsálem tölgyfák, a koros szelídgesztenye, az úgynevezett Széchényi-kút sajátos hangulatot kölcsönöz a parknak. A kápolna közelében található Szent László király fából faragott szobra és a határsávra emlékeztető vasfüggöny-emlékmű. Kora tavasszal virágszőnyegbe borítja a tájat a
védett Téltemető virág. A széles kiterjedésű erdőségben kiépített és jelzett túraútvonalak a környék megismeréséhez nyújtanak segítséget. A sopronkövesdiek rendszeresen élnek az útvonalak nyújtotta lehetőséggel: kedvelt a Téltemető-, Lombhullató-, Holdfény- és Vasfüggöny-túra. (Utóbbi elnevezését onnan kapta, hogy a terület a világháború utáni évtizedekben a határsáv része volt.) Említésre méltó a gazdag vadállomány, az erdei Mária-kép, az „égett fa” és az
Imre-major közelében található Pásztor-kép. A közelben haladt egykor a mezőgazdasági célokat szolgáló keskeny nyomtávú lóvasút, amelynek „élő” hírnöke a szépen felújított, úgynevezett Cifra-híd.
Sport
A Sopronkövesdi Labdarúgó Clubot 1921-ben alapították. A csapat jelenlegi színei a kék illetve a fehér. Jelenleg a Győr-Moson-Sopron megyei II. osztály, Soproni csoportjában szerepel. Jelenlegi elnöke Márk Gábor, edzője a csapatnak pedig Fehér Ferenc, aki többek között nemcsak itt pályafutásának a végén fordult  meg , hanem a Videotont is egykoron erősítette.